# Dardanus megistos
Dardanus megistos  (лат.) — вид раков-отшельников из семейства Diogenidae.

## Описание
Среднего размера красновато-оранжевые раки-отшельники длиной до 25 см.
Живут на коралловых рифах в Индо-Тихоокеанском регионе от Африки до Южно-Китайского моря и Гавайских островов. Вид был впервые описан в 1804 году немецким зоологом Иоганном Фридрихом Вильгельмом Гербстом (Johann Friedrich Wilhelm Herbst; 1743—1807). Живут в раковинах различных брюхоногих моллюсков, которую таскают с собой. Литоральная и сублиторальная зоны, встречаются на глубинах до 10 м.

## Галерея

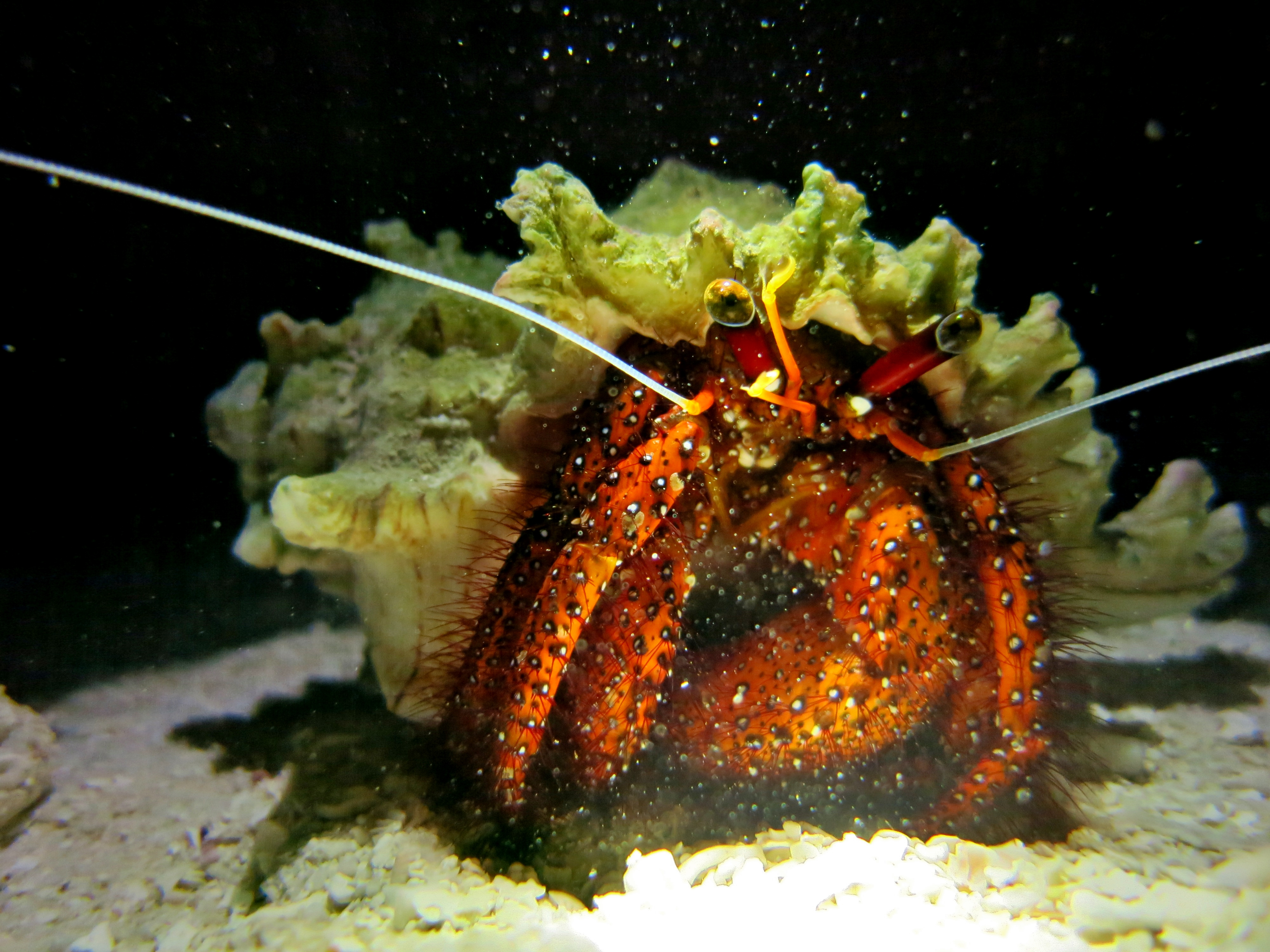
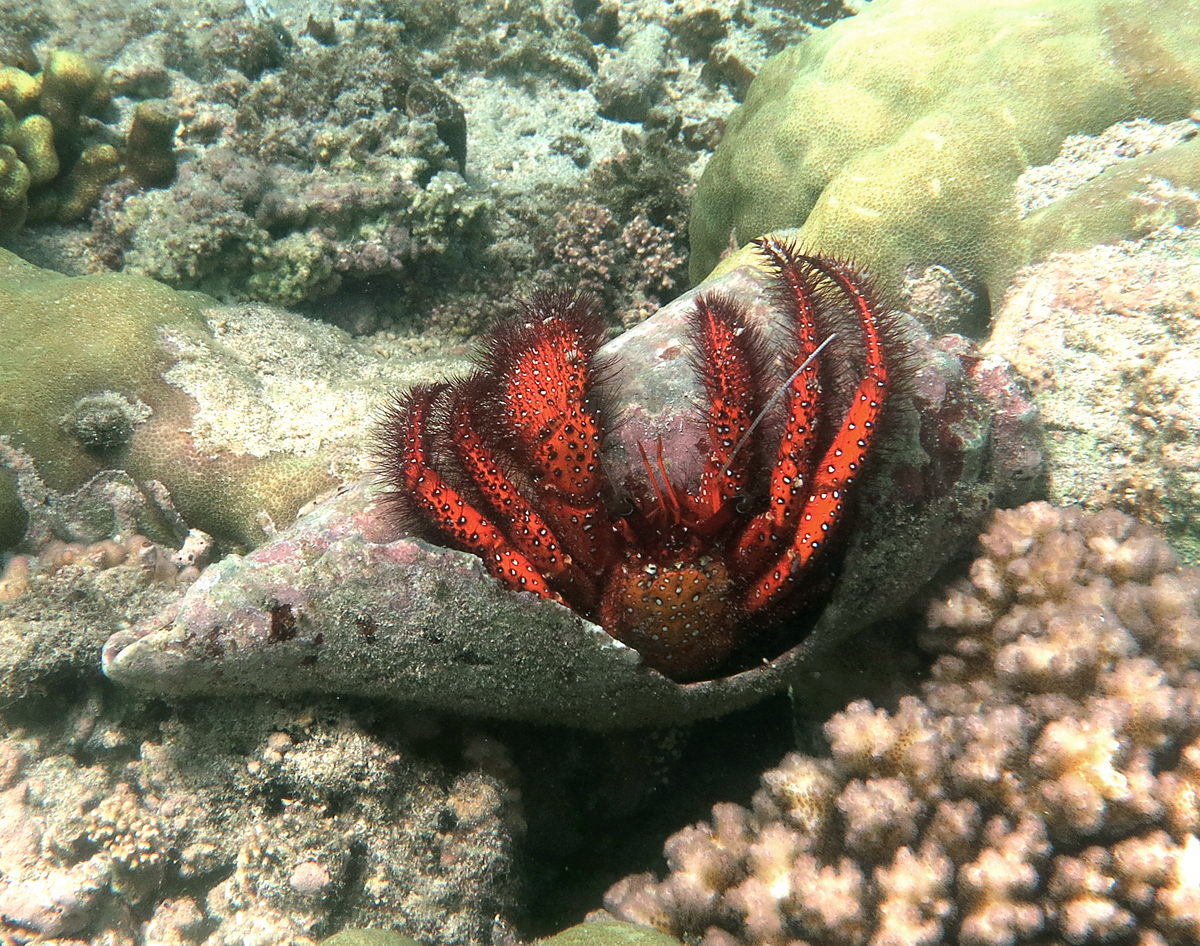
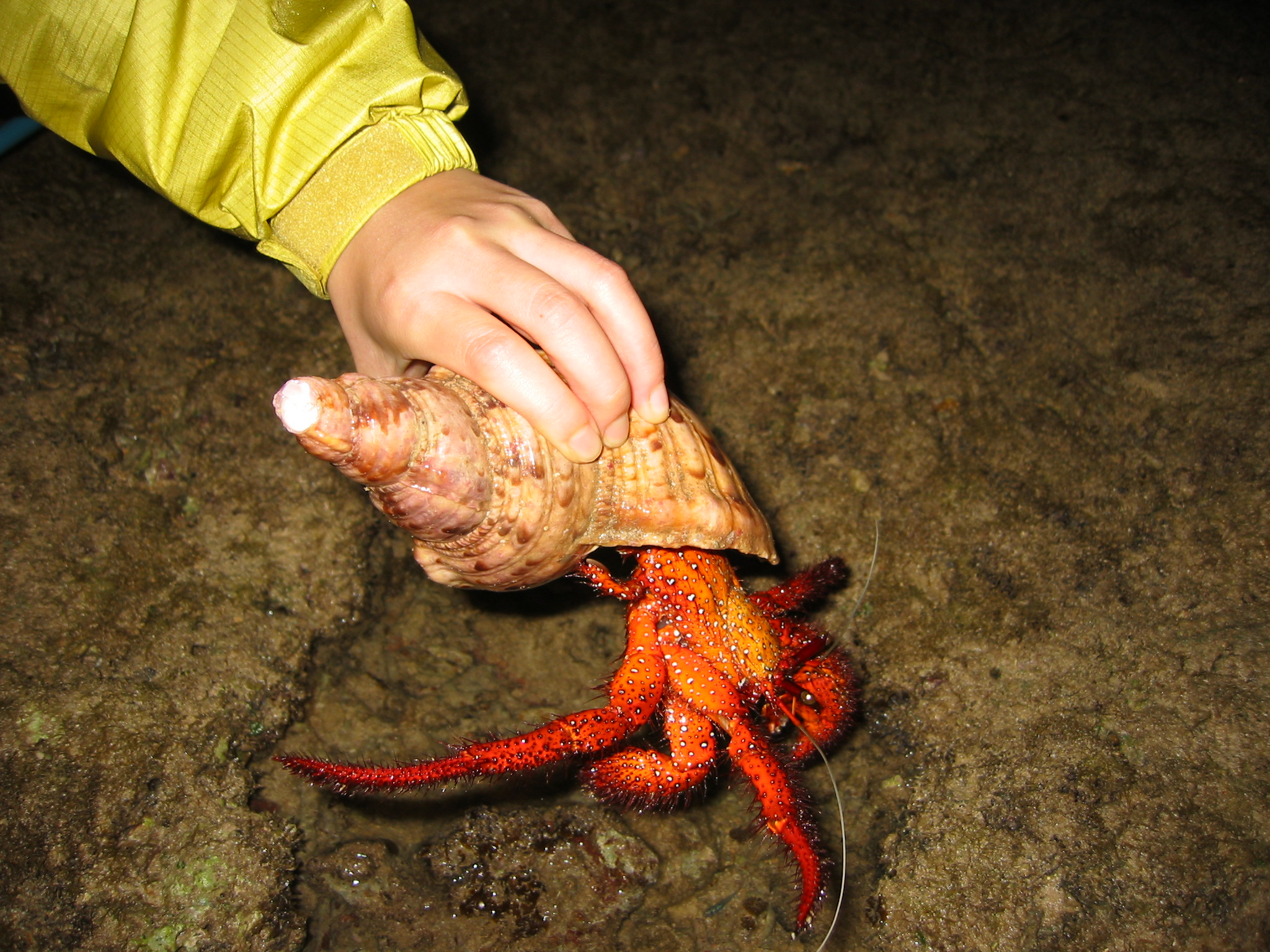
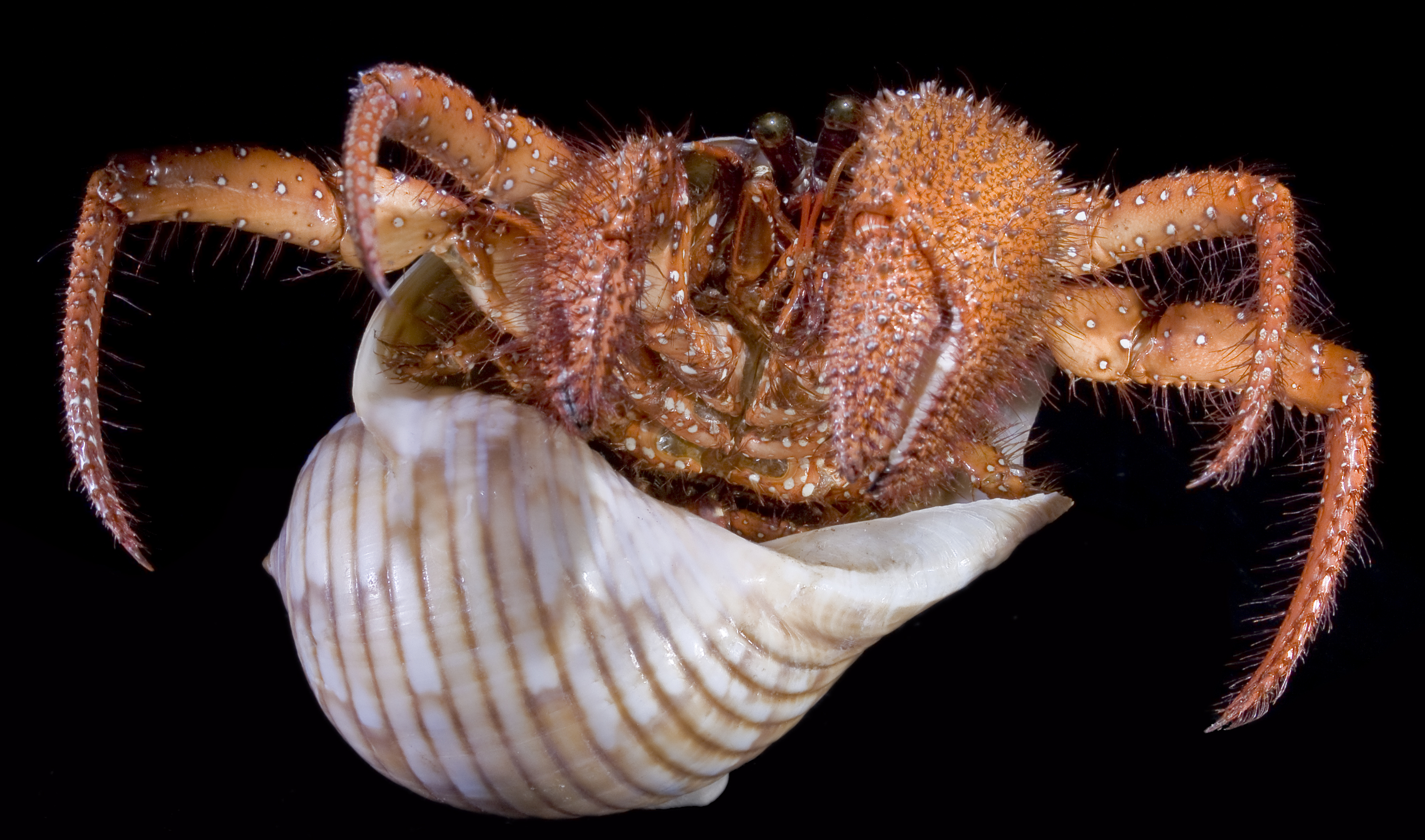
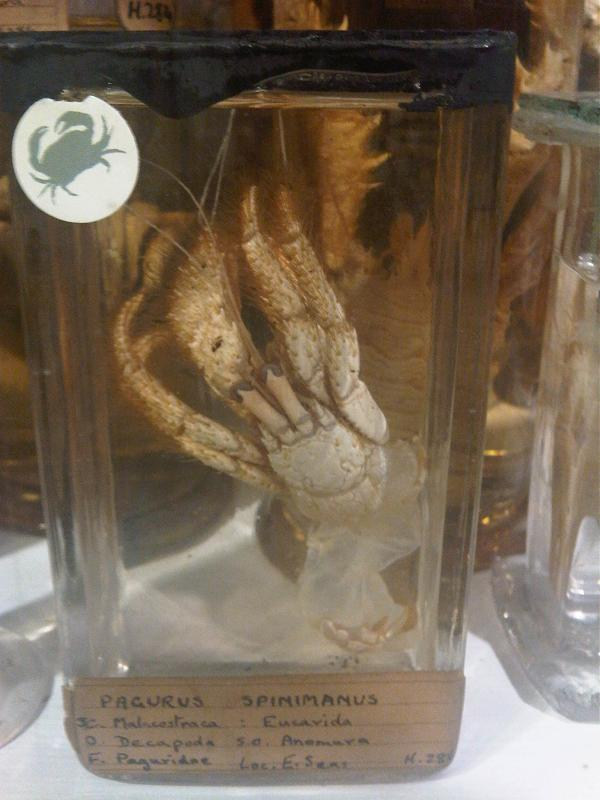